# Slaměný dům

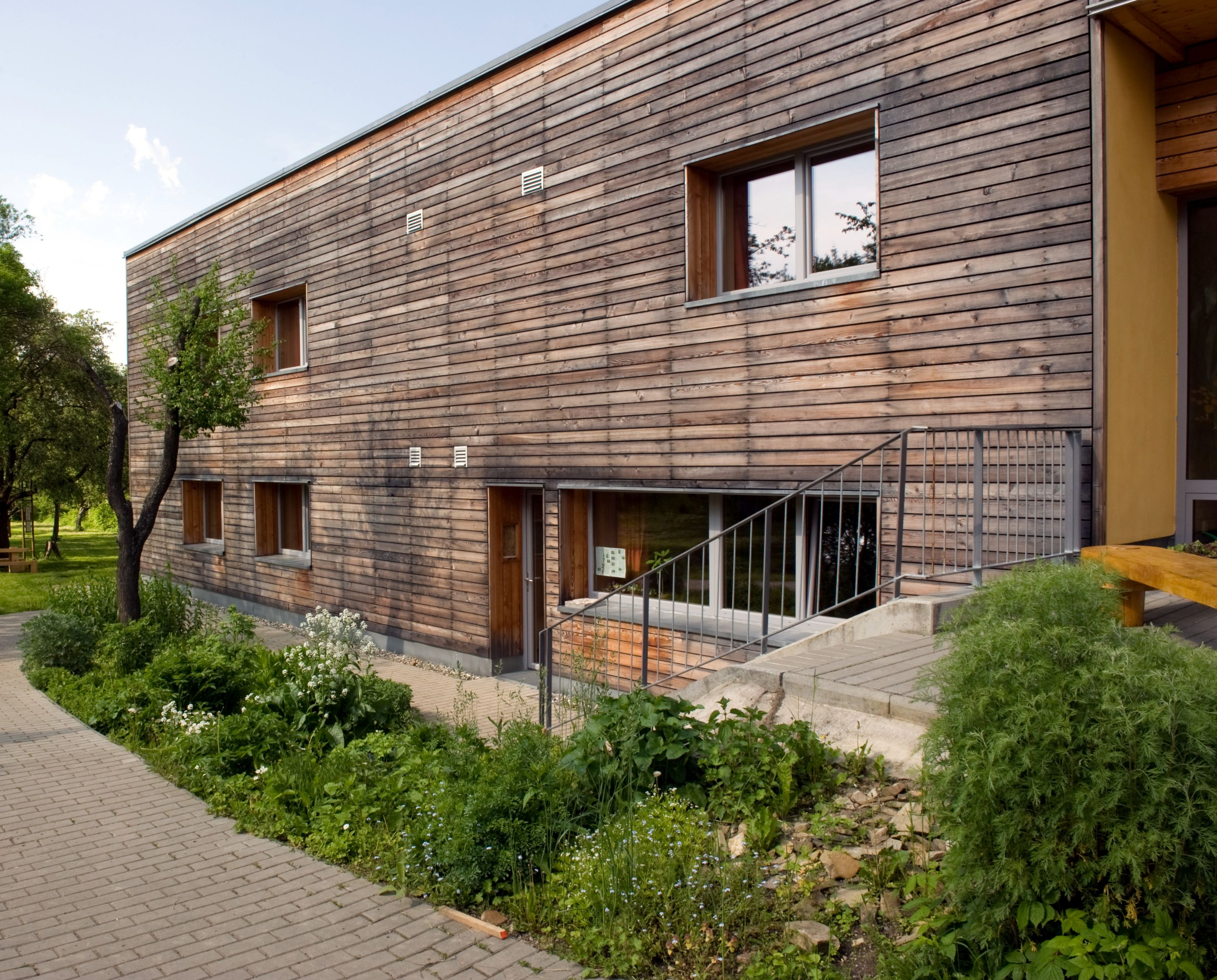
Slámou izolovaná budova Centra Veronica Hostětín

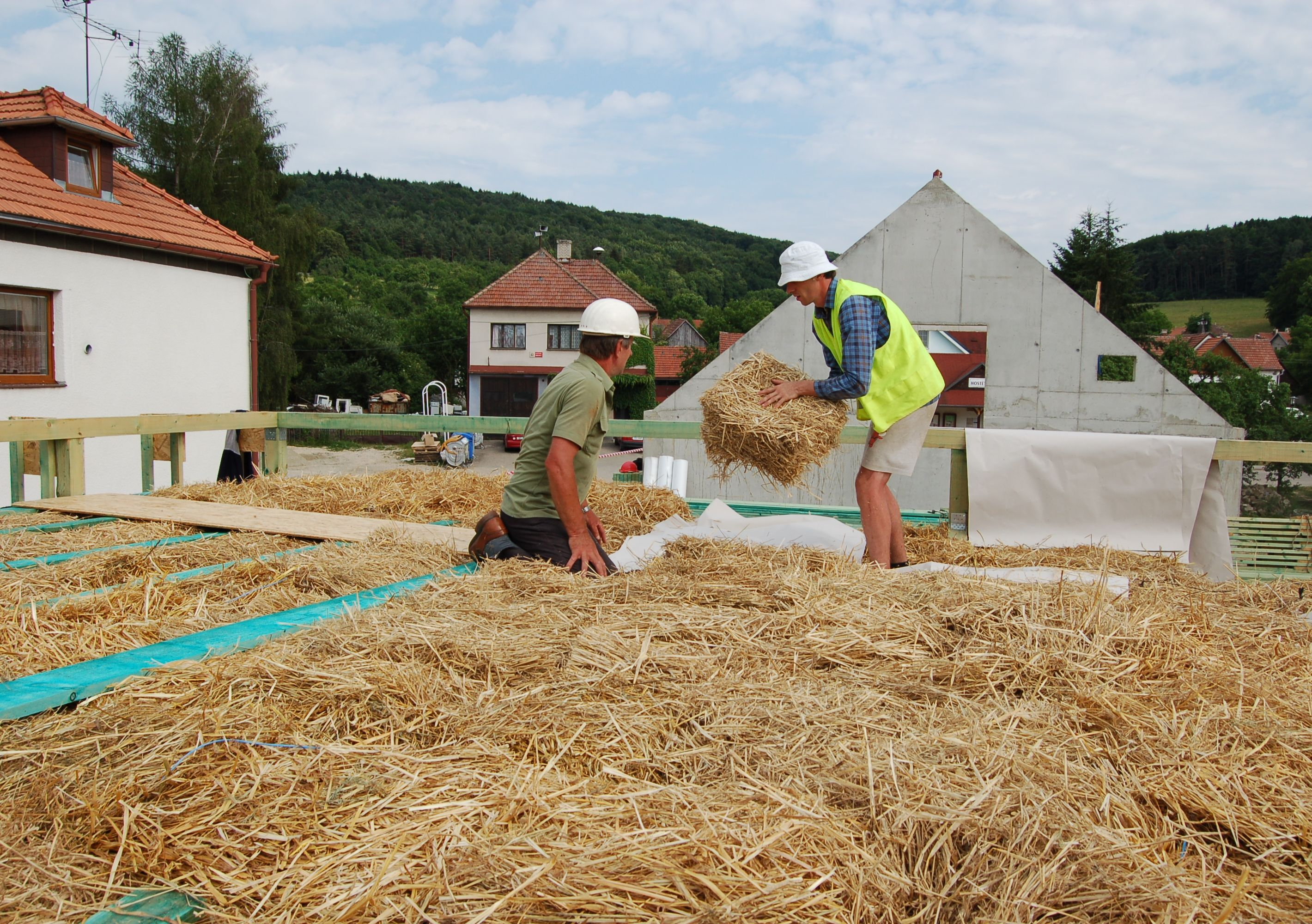
Pokládání balíků slámy jako izolace střechy

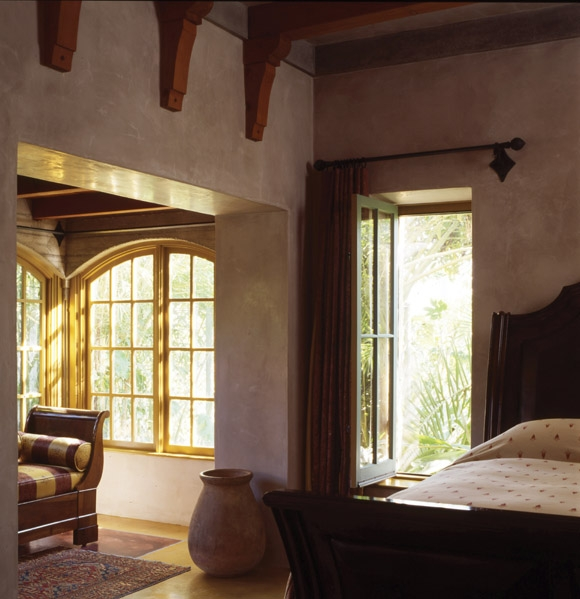
Příklad domu se systémem stěny žerďové a membránové struktury

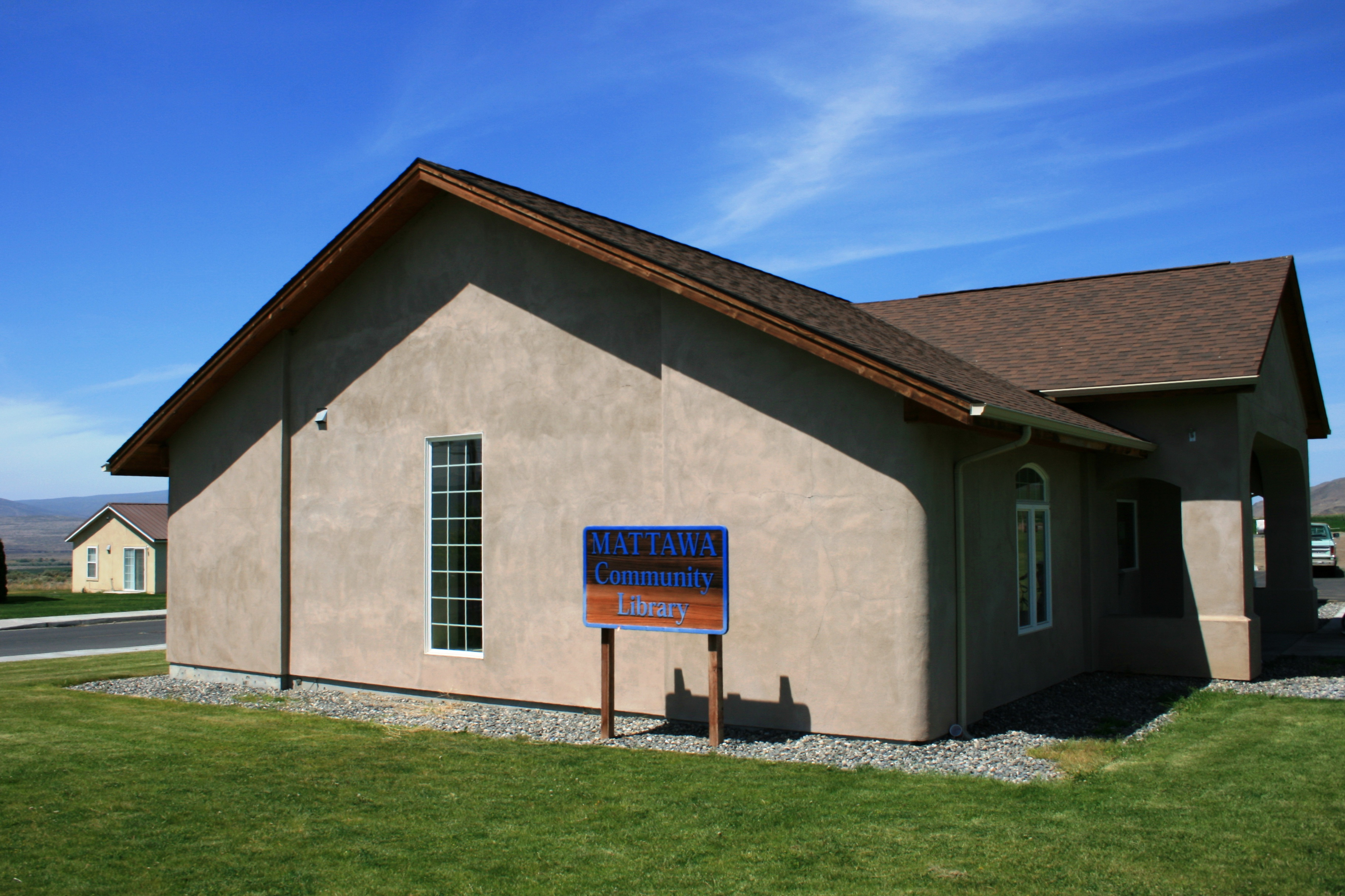
Vnější pohled na knihovnu ze slaměných balíku v Mattawě, stát Washington (USA) postavené v roce 2002

Slaměný dům je stavba, která používá balíky slámy (obvykle z pšenice, rýže, žita či ovsa) jako základní konstrukční prvek, stavební izolace nebo obojí. Tato stavební technika je obvykle využívána při stavbě přírodních domů.
Výhody slaměných domů oproti klasickým stavebním principům zahrnují obnovitelnou povahu slámy, cenu, jednoduchou dostupnost, přírodní protipožární ochranu a vysokou schopnost izolace. Mezi nevýhody patří náchylnost slámy k hnilobě a velké požadavky na místo pro slámu samotnou.

## Historie
Sláma, tráva, a rákosí se využívalo jako stavební materiál už po staletí. Slaměné domy se budovaly na afrických pláních už od paleolitu. Balíky slámy byly využity při stavbě domů v Německu již před 400 lety; slaměné doškové střechy se již dlouho využívají v severní Evropě a Asii. V Novém světě byla týpí izolována v zimě slámou vloženou mezi vnitřní obložení a vnější kryt.

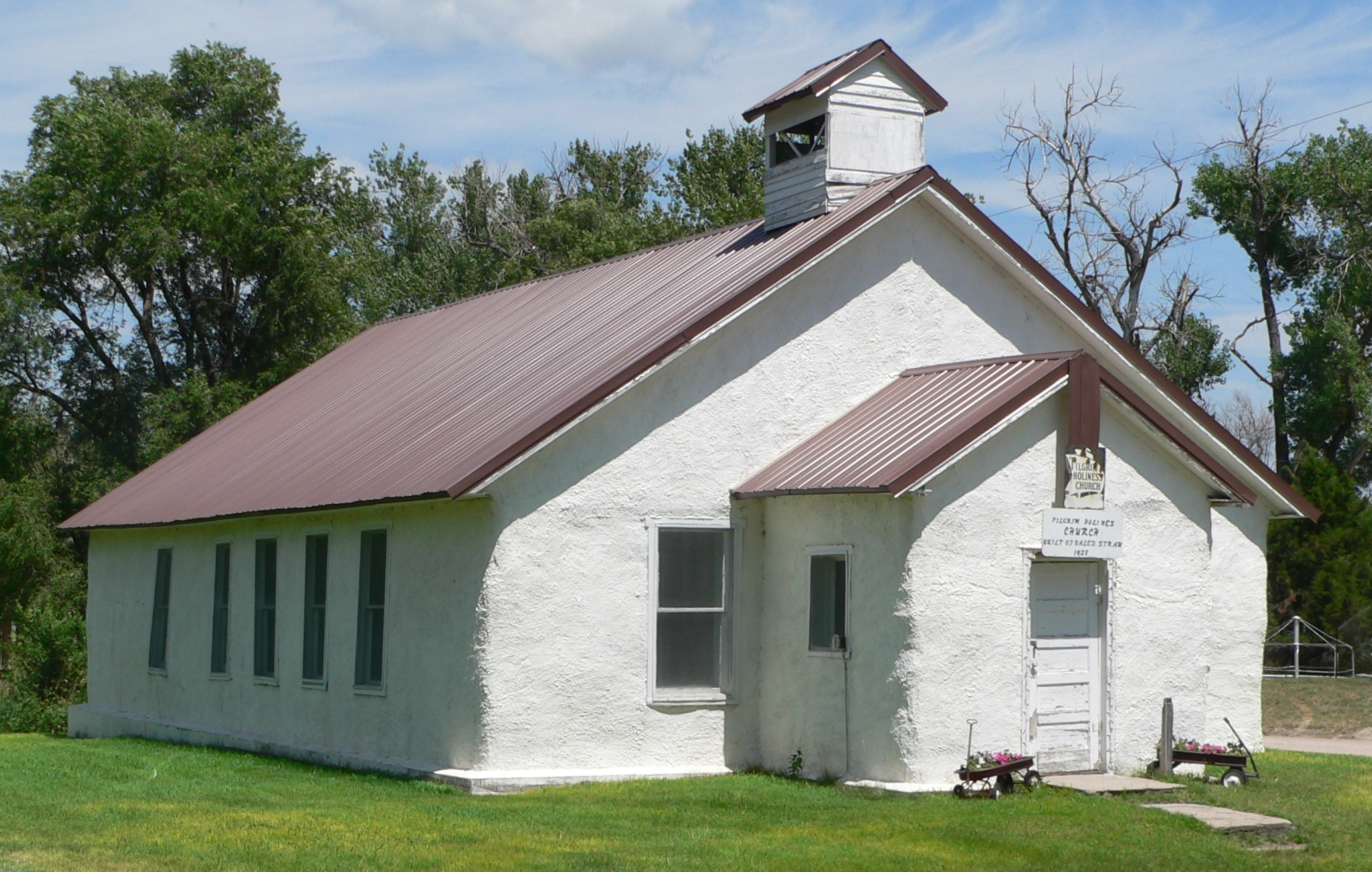
Poutní kostel v obci Arthur (stát Nebraska, USA)

Stavění ze slámy bylo ulehčeno mechanickým lisováním balíků, které bylo vynalezeno v polovině 19. století a široce se rozšířilo v devadesátých letech devatenáctého století. Ukázalo se obzvlášť užitečné v oblasti Sandhills v Nebrasce (USA). Průkopníci hledající půdu po vydání zákonů o usedlostech z roku 1862 a z roku 1904 našli zoufalý nedostatek stromů v Nebrasce. Ve většině částí státu byla země vhodná k vybudování zemnic a drnových domů.
Avšak v oblasti Sandhills půda pro konstrukci takovýchto staveb nebyla vhodná.
Na některých místech bylo možné takovéto drny/hlínu najít, ovšem spíš než na stavbu, byla hodnotnější pro pěstování.
První zdokumentované použití balíků slámy bylo při stavbě budovy školy v Nebrasce v roce 1896 nebo 1897. Bohužel tím, že stavba nebyla nijak chráněna omítkou nebo štukem, bylo v roce 1902 nahlášeno, že byla snědena krávami. Aby se tomuto předcházelo, začali stavebníci využívat omítání slaměných balíků, a když nebylo možné využít cement nebo vápno, využili místní hlínu. Odhaduje se, že mezi lety 1896 a 1945, bylo v Sandhills vybudováno kolem 70 staveb ze slámy, včetně obytných domů, farmářských staveb, kostelů, škol, kanceláří a obchůdků s potravinami. V roce 1990 bylo hlášeno jenom 9 přeživších slaměných staveb v okresech Arthur a Logan, včetně kostela z roku 1928 v okrese Arthur, který je na seznamu Národního registru historických domů.
Od devadesátých let 20. století došlo ke značnému rozvoji slaměných staveb, hlavně v Severní Americe, Evropě a Austrálii.

## Způsoby použití
Stavění ze slámy se obvykle skládá z navršení balíků slámy (často v pásech) na vyvýšeném základu nebo na základovém pasu s parotěsnou zábranou nebo jinou zábranou proti vzlínání vlhkosti umístěnou mezi balíky a základy. Stěny z balíků mohou být připevněny k sobě tyčemi z bambusu, betonářskou výztuží, nebo dřevem (uvnitř balíků nebo na jejich povrchu), nebo pomocí drátěného pletiva, a pak omítnuty nebo chráněny sádrou, či cementem,vápennou nebo hliněnou omítkou. Balíky mohou plnit funkci nosné (zeď), tak jak to bylo v případě originálních staveb z konce 19. století.

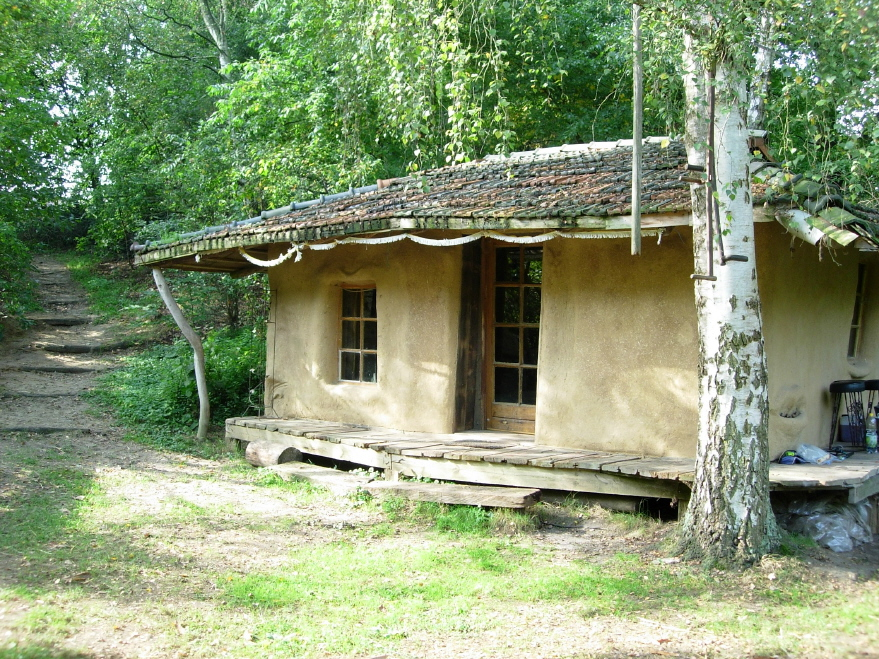
Tenhle slaměný dům omítnutý hlínou se nachází v městečku Swalmen, v jihovýchodním Nizozemsku

Druhou variantou slaměných staveb jsou budovy s nosnou konstrukci z jiných materiálů, obvykle z dřevěných hranolů, a sláma slouží jako izolace a výplň („vyplňující“ nebo „nenosná“ technika). Nejvíce se využívá v severních regionech a/nebo ve vlhkých klimatech. V severních regionech může potenciální sněhová zátěž převýšit nosnost slaměných stěn. Ve vlhkých podnebích zase nutnost použití paropropustného povrchu vylučuje využití štuku na cementové bázi, obvykle využívaného u nosných stěn z balíků. Navíc zahrnutí dřevěné nebo kovové nosné konstrukce umožňuje montáž střechy ještě před navyšováním balíků slámy, a to pak chrání stěny z balíků po dobu celé stavby, kdy jsou všeobecně nejzranitelnější vůči poškození vodou. Kombinace hrázdění pomocí nosných konstrukcí a „nezátěžových technik“ se využívá v takzvaných „hybridních“ slaměných stavbách.

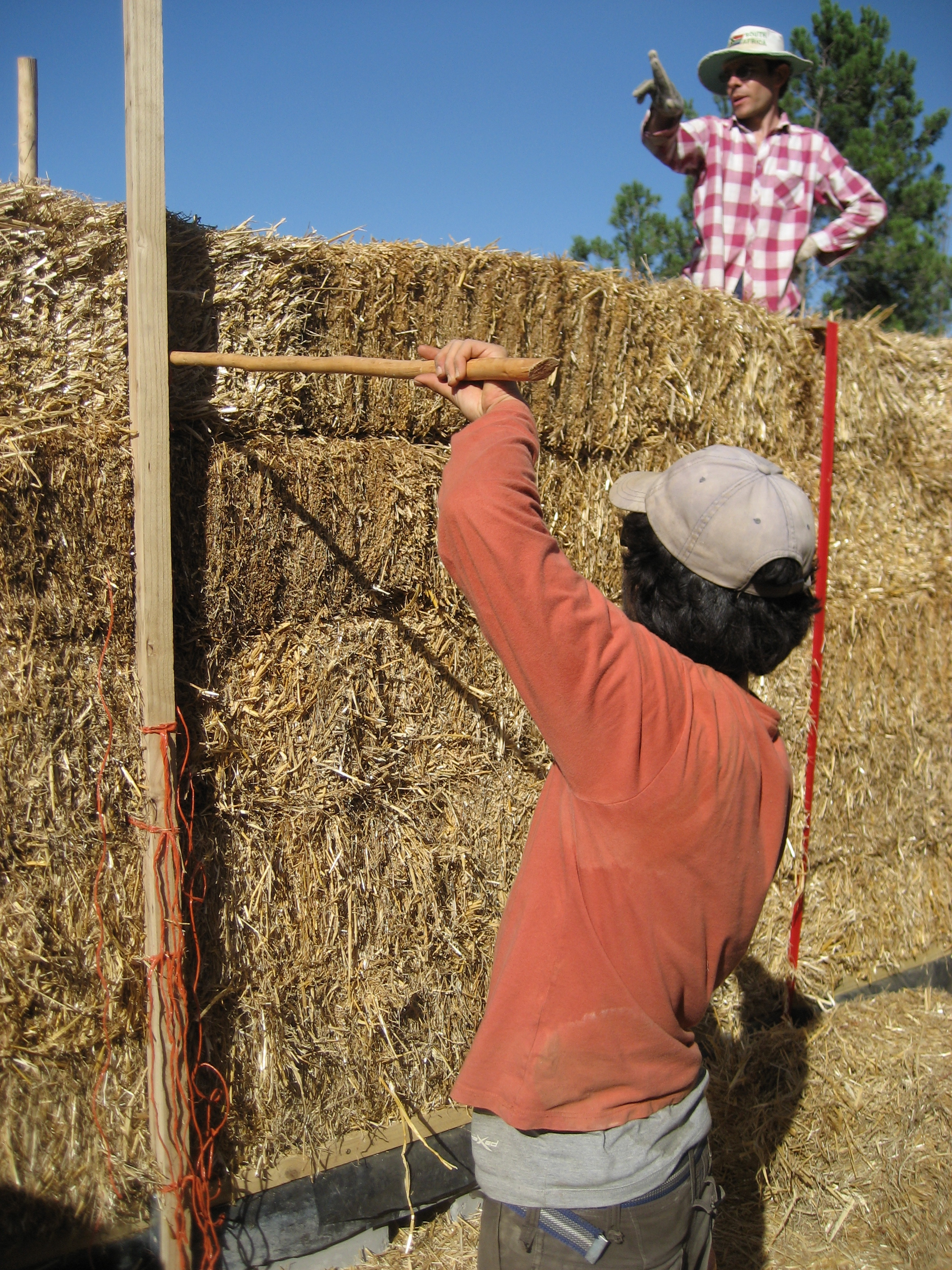
Konstrukce z balíků slámy

Balíky slámy mohou být také použit jako součást systému stěny žerďové a membránové struktury, v němž lehce vyztužený 5–8 cm tlustý torkretu (stříkaného betonu) je propojen s rozšířením ve tvaru „X“ lehkého armování v hlavovém spoji balíků. V tomhle stěnovém systému poskytují jednotlivé vrstvy výplň, výztuhu proti zemětřesení a ohnivzdornou izolaci, zatímco balíky slámy jsou využity jako ztracené bednění a izolace.
Typické „zemědělské balíky“, vytvořené na farmách balíkovacími stroji byly také dříve využívány, ovšem v poslední době se kvůli vyšší hustotě využívají již předem stlačené balíky (neboli „bloky slámy“) protože zvyšují možnou míru zatížení. Zemědělské balíky unesou kolem 900 kg na jeden metr zdi, kdežto zhuštěné balíky zvládnou zátěž 6000 kg na metr i více. Základní metoda stavby z balíků slámy je nyní stále více rozšiřována na další recyklované materiály jako jsou staré pneumatiky, lepenka, papír, plasty a staré koberce. Tato technika byla také rozšířena na pytle „balíků“ z dřevní nebo rýžové štěpky.
Balíky slámy byly také využity při stavbě energicky úsporných budov jako je S-House v Rakousku, který splňuje standardy pasivního domu. V Jižní Africe byla z 10 000 balíků vystavěna pětihvězdičková budova, která hostila také osobnosti jako Nelsona Mandelu či Tonyho Blaira. Ve Švýcarských Alpách v malé vesnici jménem Nax Mont-Noble, začala v říjnu roku 2011 stavba prvního hotelu v Evropě vystavěného kompletně ze slámy.